# Tour des Capocci
Pour les articles homonymes, voir Capocci.
La tour des Capocci est une construction d'époque médiévale, située dans le centre historique de Rome, sur la colline de l'Esquilin, dans le Rione Monti. Elle est attenante à la tour des Graziani, autre tour médiévale de la même époque, sur la piazza San Martino ai Monti.

## Structure
La tour est carrée, compte sept étages et une hauteur totale de 36 mètres et est surmontée d'une terrasse bordée par des arcs.

## Histoire
La tour a été construite à partir du XIIe siècle par la famille des Arcioni à l'époque médiévale. Progressivement, avec l'installation de la famille noble des Capocci, la tour a été transformée au fil des siècles en citadelle fortifiée avec la construction à l'extérieur de quelques maisons. Ces constructions furent démolies lors des travaux de restauration de la tour au XIXe siècle.

## Galerie

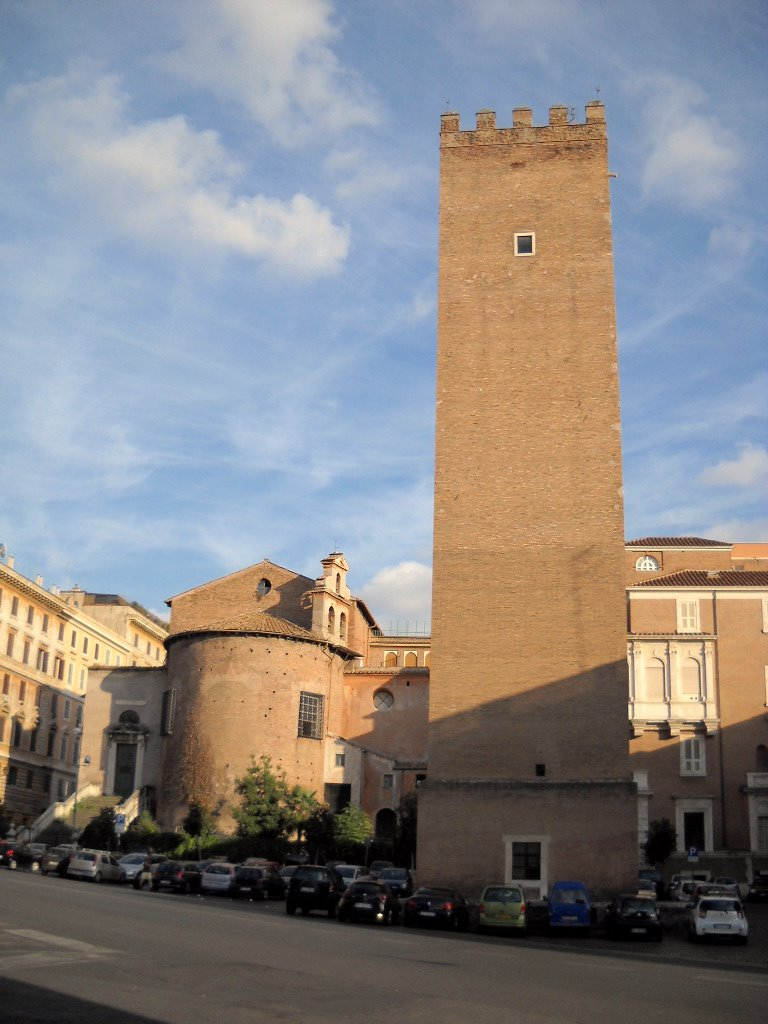
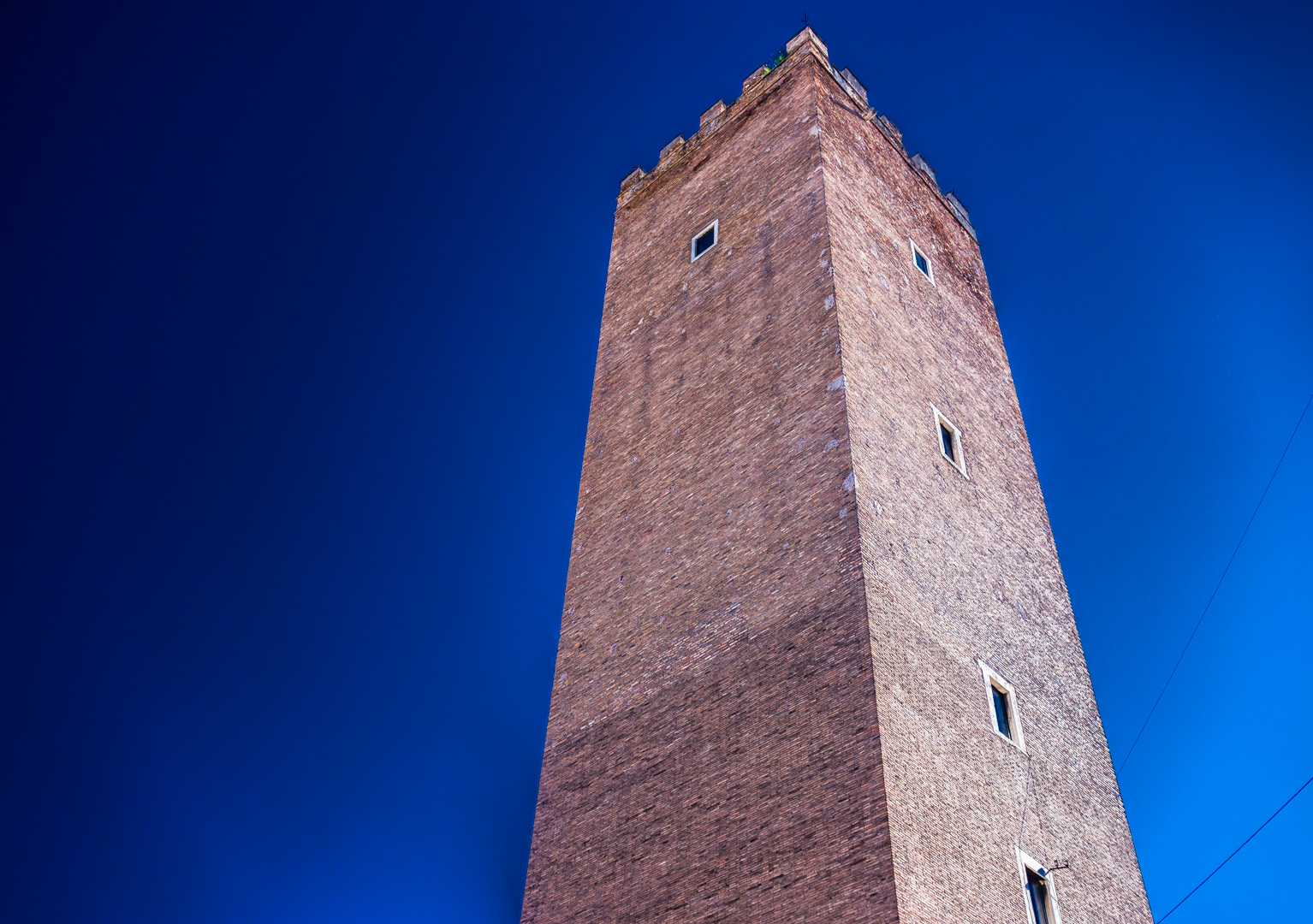
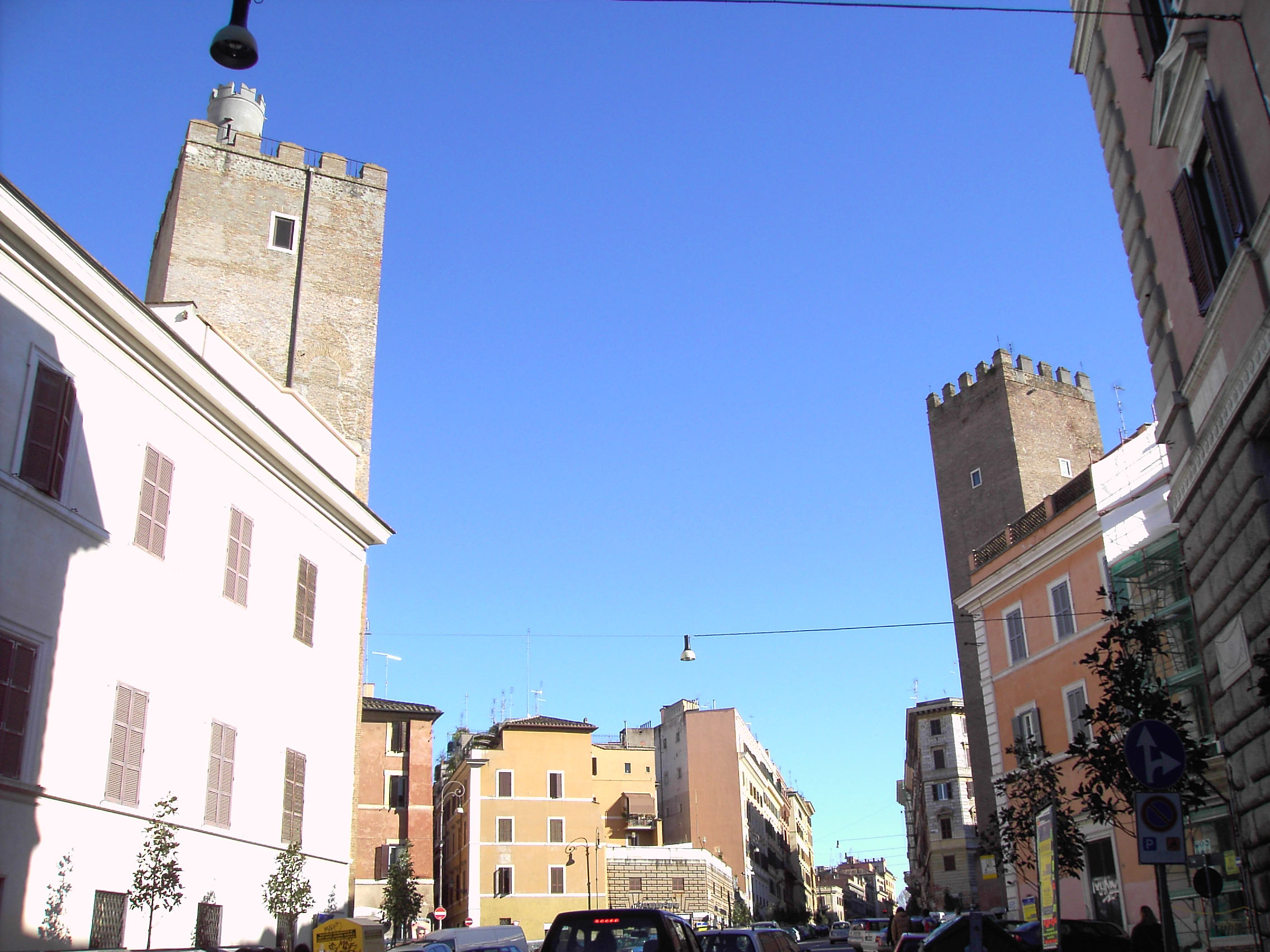
Tour des Capocci, et tour des Graziani, sur la même place